# Theodor Pártl

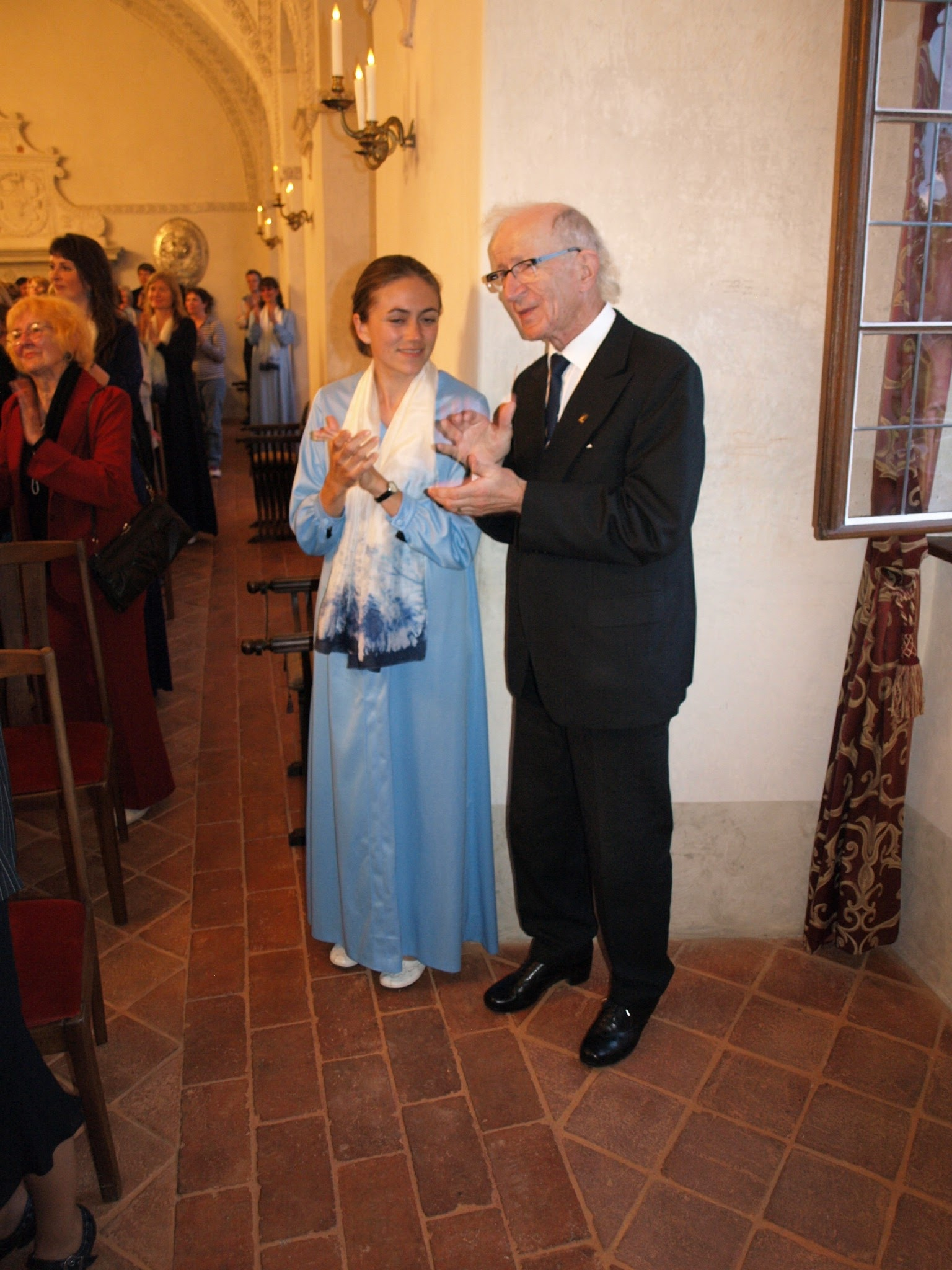
Theodor Pártl na zámku Kratochvíle v roce 2012 (po jeho pravici Mgr. Anna Voříšková, sbormistryně Pěveckého sboru jihočeských učitelek).

Theodor Pártl (30. září 1933, Strunkovice nad Blanicí – 4. října 2020, České Budějovice) byl český pedagog, sokol, hudební skladatel a dlouholetý sbormistr Pěveckého sboru jihočeských učitelek.

## Život
Theodor Pártl se narodil v jihočeské obci Strunkovice nad Blanicí v domě číslo popisné 172, což je mlýn na řece Blanici založený roku 1873 (v roce 2020 ve vlastnictví rodiny Pártlových) a zde rovněž prožil dětství. Vystudoval gymnázium v Prachaticích, první hudební vzdělání získal u lidových hudebníků Vojtěcha Hrona, Josefa Koreše a u svého strýce Františka Pártla. Hudební výchovu studoval na Pedagogické fakultě v Českých Budějovicích u Miroslava Hofmana a na Filozofické fakultě Univerzity Palackého v Olomouci u Roberta Smetany, Vladimíra Hudce, Libora Melkuse, Pavla Čotka a Luďka Zenkla. Po působení na několika venkovských školách v Pošumaví vyučoval na Pedagogické škole v Prachaticích (1963–1993) a na Biskupském gymnáziu v Českých Budějovicích (1993–2013).

## Sbormistrovská činnost
S praktickou sbormistrovskou činností začal roku 1959 vytvořením hudebně pěveckého sboru na Základní devítileté škole ve Vlachově Březí, který vedl až do června 1963. V únoru 1963 založil na Střední pedagogické škole v Prachaticích Pěvecký sbor jihočeských učitelek (od roku 1993 při Biskupském gymnáziu v Českých Budějovicích), který vedl až do roku 2020. Od roku 2013 se na vedení sboru stále větší měrou podílela rovněž Mgr. Anna Voříšková.

## Ocenění a čestné tituly
První ocenění získal v roce 1998, kdy mu byla udělena cena Ferdinanda Vacha, následně v roce 2002 cena Františka Chodury, roku 2008 obdržel cenu Bedřicha Smetany a v roce 2014 cenu Nadace Život umělce Senior Prix.
27. září 2018 převzal z rukou tehdejšího předsedy Senátu Milana Štěcha Stříbrnou pamětní medaili Senátu.

## Osobnosti, se kterými Theodor Pártl spolupracoval
Během své dlouholeté dirigentské praxe se setkal s celou řadou významných osobností české kulturní scény. Za všechny jmenujme alespoň Eduarda Hakena, Radovana Lukavského, Alfréda Strejčka, Svatopluka Sema, z instrumentalistů pak Stamicovo kvarteto, doc. Bohuslava Matouška, Vítězslava Ochmana, Vlastimila Ochmana či Vladislava Borovku.

## Záliby
Vedle v úvodu již uvedených činností patřilo mezi jeho záliby rovněž rybaření.